# Incorporated Television Company
Pour les articles homonymes, voir ITC.
Incorporated Television Company, aussi connue sous la dénomination ITC Entertainment, était une entreprise britannique de production et de distribution pour le cinéma et la télévision, créée en 1954.
ITC est connue pour avoir produit entre autres les séries Le Saint, Les Sentinelles de l'air, Le Prisonnier, Les Champions, Amicalement vôtre, Cosmos 1999 ou Le Muppet Show. Elle ne possédait pas de studios et utilisait de ce fait divers lieux de production, dont notamment ceux de ATV.
En France, ITC dont les bureaux sont situés au 7 rue Greffulhe à Paris 8e, est dirigée par Pierre Bourgeois de 1960 à 1976. Les séries télévisées d'ITC produites pendant cette période, furent codistribuées pour le marché francophone par ITC France et la société de production française NADIF Films.
ITC cesse ses activités en 1998, à la mort de son fondateur, Lew Grade.

## Télévision
Les séries suivantes ont été produites par ITC :
- Alias le Baron
- Amicalement vôtre
- Angoisse
- Benny Hill
- Capitaine Scarlet
- Cosmos 1999
- Le Courrier du désert
- Département S
- Destination Danger
- Fusée XL5
- Gideon's Way
- Jason King
- Joe 90
- L’Aventurier
- L'Escadrille sous-marine
- L'Homme à la valise
- L'Homme invisible
- La Maison de tous les cauchemars
- Le Muppet Show
- Le Prisonnier
- Le Retour du Saint
- Le Saint
- Les Champions
- Les Sentinelles de l'air
- Mon ami le fantôme
- Poigne de fer et séduction
- Robin des Bois
- Service secret
- Sir Francis Drake, le corsaire de la reine
- Strange Report
- Supercar
- UFO, alerte dans l'espace

## Cinéma
Les films suivants ont été produits par ITC :
- 1971 : Desperate Characters de Frank D. Gilroy
- 1972 : Madame Sin de David Greene
- 1972 : Possession meurtrière de Waris Hussein
- 1974 : Top Secret de Blake Edwards
- 1975 : Le Comte de Monte-Cristo de David Greene
- 1975 : L'Île du maître de Jack Gold
- 1975 : Le Retour de la Panthère rose de Blake Edwards
- 1975 : Adieu ma jolie de Dick Richards
- 1976 : Le Pont de Cassandra de George Pan Cosmatos
- 1976 : Le Voyage des damnés de Stuart Rosenberg
- 1977 : L'Homme au masque de fer de Mike Newell
- 1977 : La Théorie des dominos de Stanley Kramer
- 1977 : Croix de fer de Sam Peckinpah
- 1977 : Jésus de Nazareth de Franco Zefirelli
- 1977 : Capricorn One de Peter Hyams
- 1977 : Il était une fois la Légion de Dick Richards
- 1978 : Sonate d'automne d'Ingmar Bergman
- 1978 : Le Grand Sommeil de Michael Winner
- 1978 : Ces garçons qui venaient du Brésil de Franklin Schaffner
- 1978 : D'amour et de sang de Lina Wertmuller
- 1978 : Les Misérables de Glenn Jordan
- 1979 : Avec les compliments de Charlie de Stuart Rosenberg
- 1979 : L'Invasion des piranhas d'Antonio Margheriti
- 1979 : L'Arme au poing de Michael Winner
- 1980 : Chicanos, chasseur de têtes de Jerrold Freedman
- 1980 : Saturn 3 de Stanley Donen
- 1980 : La Guerre des abîmes de Jerry Jameson
- 1981 : La Salamandre de Peter Zinner
- 1981 : Le Justicier solitaire de William A. Fraker
- 1981 : La Grande Aventure des Muppets de Jim Henson
- 1981 : La Maison du lac de Mark Rydell
- 1982 : La Vengeance mexicaine de Fred Schepisi
- 1982 : La Dernière Licorne de Jules Bass et Arthur Rankin Jr.
- 1982 : Le Choix de Sophie d'Alan J. Pakula
- 1982 : Dark Crystal de Jim Henson
- 1984 : L'Enfer de la violence de Jack Lee Thompson
- 1984 : Where the Boys Are d'Hy Averback
- 1984 : La Compagnie des loups de Neil Jordan
- 1987 : Le Beau-père de Joseph Ruben
- 1988 : Élémentaire, mon cher... Lock Holmes de Thom Eberhardt
- 1989 : Kill Me Again de John Dahl
- 1989 : Le Beau-père 2 de Jeff Burr
- 1990 : Welcome Home, Roxy Carmichael de Jim Abrahams
- 1993 : Le Double maléfique d'Avi Nesher